# Saint-Quentin-sur-Nohain
Saint-Quentin-sur-Nohain és un municipi francès del departament del Nièvre, a la regió de Borgonya - Franc Comtat.

## Geografia

### Situació geogràfica i comunicacions
Saint-Quentin-sur-Nohain està a 54 km al nord de Nevers, la capital del departament.
La població important més propera és Cosne-Cours-sur-Loire, la capital del districte.
A prop del poble de Saint-Quentin-sur-Nohain hi ha la carretera D33 (de Cosne-Cours-sur-Loire a Donzy) i la D1 (de La Charité-sur-Loire a Donzy. L'autopista més propera és l'A77 que va de Nevers cap a París.

### Comunes veïnes
- Saint-Martin-sur-Nohain, a 4,1 km.
- Saint-Laurent-l'Abbaye, a 4,3 km.
- Suilly-la-Tour, a 4,7 km.
- Pougny, a 6,3 km.
- Saint-Andelain, a 9 km.
- Donzy, a 10,5 km.
- Cosne-Cours-sur-Loire, a 11,4 km.

## Demografia
font=INSEE
- 1962 - 140 hab.
- 1975 - 125 hab.
- 1990 - 130 hab.
- 1999 - 124 hab.
- 2007 - 126 hab. (població prevista)

## Patrimoni i turisme

### Vestigis prehistòrics i antics
- Lloc mosterià de la Mouillée
- Traços de via romana

### Arquitectura civil
- Vila rural de Nivernais
- Antic castell de Chevroux, del segle xvi
- Molins d'aigua

### Arquitectura religiosa
- Església del segle xv, restaurada al segle xix

### Naturalesa
- Riba del Nohain
- Pesca